# Финелло, Жереми
Жереми Финелло (фр. Jeremy Finello; род. 13 мая 1992, Женева) — швейцарский биатлонист. До сезона 2014/15 выступал за сборную Франции.

## Карьера
Первым международным стартом был чемпионат мира среди юниоров 2011 года в чешском Нове-Место, лучшим результатом на котором стало 4-е место в индивидуальной гонке.
В Кубке IBU дебютировал в сезоне 2011/2012 на этапе во французском От-Морьене, где в спринте финишировал 72-м. Наивысшим достижением является 14-е место, занятое в индивидуальной гонке в том же сезоне на этапе в канадском Кэнморе.
Серебряный призёр чемпионата Франции 2012 года в эстафете.
В сезоне 2014/2015 начал выступать за сборную Швейцарии. На первом этапе Кубка IBU в Бейтостолене финишировал 42-м в спринте. А уже в первой своей гонке в Кубке мира — индивидуальной — занял 26-е место.

### Юниорские достижения
| Год  | Место проведения | Инд | Спр | Пр | Эст |
| 2011 | ЧМ Нове-Место    | 4   | 25  | 18 | 8   |